# Cochliophorus
Cochliophorus is een geslacht van kevers uit de familie oliekevers (Meloidae).
Het geslacht is voor het eerst wetenschappelijk beschreven in 1891 door Escherich.

## Soorten
Het geslacht omvat de volgende soort:
- Cochliophorus reitteri Escherich, 1891